# أحمد سمير فرج (مخرج)
أحمد سمير فرج (27 سبتمبر 1970)، هو مخرج مصري.

## عن حياته
ولد عام 1970 داخل أسرة فنية، حيث يعمل والده مدير التصوير السينمائي سمير فرج، وتخرج من المعهد العالي للسينما قسم إخراج ليعمل عقب تخرجه كمساعد مخرج مع مجموعة من كبار المخرجين، وفي هذه الفترة عمل كمخرج كليبات لينطلق بعدها كمخرج سينمائي وتليفزيوني من خلال أولى تجاربه الإخراجية في فيلم «كود 36»، الذي قام ببطولته مصطفى شعبان والمطربة مايا نصري، وكان ذلك عام 2006، واستمرت تجارب أحمد سمير فرج الإخراجية في النجاح عقب نجاح فيلمه الأول، حيث قدم للسينما «أعز أصحاب، جوبا، إذاعة حب، بنات العم، سوء تفاهم»، كما قدم للدراما التليفزيونية «سيت كوم فؤش، الباب في الباب، آدم وجميلة، الخطيئة، رأس الغول، ظل الرئيس».

## أعمال من إخراجه

### أفلام
- 2007: كود 36
- 2007: جوبا
- 2009: أعز أصحاب
- 2011: إذاعة حب
- 2012: بنات العم
- 2015: سوء تفاهم

### مسلسلات
- 2009: فؤش
- 2012: لسه بدري
- 2012: الباب في الباب 2
- 2013: الباب في الباب 3
- 2013: آدم وجميلة
- 2014: الخطيئة
- 2014: الباب في الباب 4
- 2016: راس الغول
- 2017: ظل الرئيس
- 2018: أبواب الشك
- 2019: حكايتي
- 2020: ختم النمر
- 2021: الدايرة
- 2021: المداح
- 2022: المداح: أسطورة الوادي
- 2023: المداح: أسطورة العشق
- 2024: المداح: أسطورة العودة